# Les Aventuriers d'un autre monde
Les Aventuriers d'un autre monde, également appelé Les Aventuriers, est un groupe de rock français, originaire de Fontenay-sous-Bois, dans le Val-de-Marne. projet initié par Richard Kolinka réunissant plusieurs chanteurs et musiciens de scène rock française, notamment Jean-Louis Aubert, M, Alain Bashung, Daniel Darc, Cali, Raphaël et beaucoup d'autres.

## Biographie

### Création
En décembre 2005, Richard Kolinka, ancien batteur du groupe Téléphone, est le parrain d'un nouveau festival de rock qui se tient à Fontenay-sous-Bois en banlieue parisienne, baptisé festival des Aventuriers. La soirée de clôture est l'occasion d'un concert réunissant quelques amis de Richard : Jean-Louis Aubert, Cali, Raphael, Daniel Darc, -M-, France Cartigny et Fabien Cahen. De cette soirée naît l'idée de créer un super-groupe pour une tournée dans toute la France.
Baptisé les Aventuriers d'un autre monde, d'après le titre de la chanson de Téléphone Un autre monde, cette tournée débute le 11 janvier 2007 lors de la soirée de clôture de la deuxième édition du festival de Fontenay-sous-Bois. Le groupe réunit cette fois Richard Kolinka, Jean-Louis Aubert, Raphael, Daniel Darc, Cali et Alain Bashung. Ils interprètent ensemble des morceaux issus du répertoire de chacun d'eux et des reprises de classiques du rock. Les recettes du concert sont reversées à l'association fontenaysienne Urbatir.  La tournée qui suit passe par Lyon, Marseille, Toulouse, Paris et Lille. Ils s'entourent aussi de quelques invités : Matthieu Chedid, Grand Corps Malade, Abd al Malik et Rachid Taha.

### Pop Rock Party
Produit par Jean-Marc Besson et Plan B Événements, l'aventure se poursuit ensuite sous les noms de Rock Party, puis de Pop Rock Party, pour des concerts à Amnéville ou Tignes, avec toujours cette idée de réunir sur une même scène des artistes pop-rock reprenant ensemble leurs plus grands tubes et des grands classiques. Outre Richard, Raphaël ou Cali, on peut voir sur scène, au gré des concerts, Louis Bertignac, Hubert-Félix Thiéfaine, Christophe, Stephan Eicher, Olivia Ruiz, Bénabar, Keziah Jones, Gérald de Palmas, Axel Bauer, Mademoiselle K, Jim Kerr (Simple Minds), Jimme O'Neill (The Silencers), Blankass, Anaïs, Rose, Beverly Jo Scott, Pascale Picard, Nadéah, Irma, Saule, Rachida Brakni, Guillaume Grand, Bastian Baker, Jean-Luc Léonardon, Barcella, Jeanne Cherhal, Bachar Mar-Khalifé ou Xam Hurricane.

### Retour des Aventuriers
En 2014, le nom des Aventuriers d'un autre monde est à nouveau choisi, notamment lors de concerts à Châlons-en-Champagne et Colmar. Ils font une pause les années suivantes, Kolinka, Aubert et Bertignac se consacrant à la tournée de leur nouveau groupe — Les Insus ? — reformation des trois anciens Téléphone. Les Aventuriers se retrouvent aussi lors des nombreux concerts privés pour des marques prestigieuses.
Les Aventuriers d'un autre monde se réunissent à nouveau le 14 septembre 2018 au festival de La Poule Des Champs à Aubérive, avec Richard Kolinka, Olivia Ruiz, Cali, Saule, Pascale Picard et Barcella, le 30 août 2019 au festival Scène sur Sambre à Thuin en Belgique, avec Richard Kolinka, Louis Bertignac, Mademoiselle K, Cali, Saule, Bastian Baker et Xam Hurricane, puis le 20 décembre 2019 à Fontenay-sous-Bois, Val-de-Marne, avec Richard Kolinka, Jean-louis Aubert, Stephan Eicher, Cali, Mademoiselle K, Jeanne Cherhal, Bachar Mar-Khalifé et Xam Hurricane,. Le concert du 8 décembre 2021 au Théâtre du Casino d'Enghien-les-Bains réunissant Kolinka, Bertignac, Cali et Calogero est filmé et diffusé sur Culturebox. Les deux dates événement prévues initialement les 9 et 10 mars 2022 au Zénith de Lille, sont finalement remplacées par deux soirées au Théâtre du Casino de la capitale des Flandres, les 21 et 22 avril, avec les mêmes, plus Saule, Mlle K et Doria D.

## Concerts

### Les Aventuriers d'un autre monde
- 2005 : Fontenay-sous-Bois, festival Les Aventuriers (16 décembre)
- 2007 : Fontenay-sous-Bois, festival Les Aventuriers (11 janvier)
- 2007 : Lyon, Halle Tony-Garnier (12 janvier)
- 2007 : Marseille, Le Dôme (13 janvier)
- 2007 : Toulouse, Le Zénith (14 janvier)
- 2007 : Paris, Le Zénith (16 janvier)
- 2007 : Lille, Le Zénith (18 janvier)[10]
- 2014 : Colmar, festival de la Foire aux vins d'Alsace (14 août)[11]
- 2014 : Châlons-en-Champagne, festival Foire en scène (30 août)
- 2018 : Aubérive, festival de La Poule des Champs (14 septembre)[12]
- 2019 : Thuin (Belgique), festival Scène sur Sambre (30 août)[5]
- 2019 : Fontenay-sous-Bois, Festival les Aventuriers (20 décembre)[13]
- 2021 : Enghien-les-Bains, Théâtre du Casino Barrière (8 décembre)
- 2022 : Lille, Théâtre du Casino Barrière (21 et 22 avril)

### Pop Rock Party
- 2007 : Amnéville, le Galaxie, The Bal Rock Party (8 décembre)[14]
- 2008 : Amnéville, le Galaxie, Rock Party #2 (20 décembre)
- 2009 : Amnéville, le Galaxie, Pop Rock Party #3 (18 décembre)
- 2010 : Amnéville, le Galaxie, Pop Rock Party #4 (18 décembre)[15]
- 2011 : Amnéville, le Galaxie, Pop Rock Party #5 (17 décembre)
- 2012 : Amnéville, le Galaxie, Pop Rock Party #6 (22 décembre)
- 2013 : Amnéville, le Galaxie, Pop Rock Party #7 (21 décembre)
- 2014 : Tignes, Tignespace (10 décembre)